# Ildi Silva
Ildimara da Silva e Silva, más conocida como Ildi Silva (Salvador, 8 de octubre de 1982), es una modelo y actriz brasileña. Inició su carrera como modelo cuando el fotógrafo Marcelo Bruzzi la invitó a un ensayo fotográfico tras descubrirla en las calles de Salvador. A partir de entonces hizo parte de varias campañas publicitarias de marcas reconocidas en su país.
En 2003 debutó en la televisión, integrando el elenco de la telenovela Agora É que São Elas interpretando el papel de Rosemary. En 2009 interpretó a Dinorá Melo en la exitosa telenovela Bela, a Feia, versión brasileña de la reconocida producción colombiana Yo soy Betty, la fea.

## Filmografía
- 2003 -	Agora É Que São Elas
- 2004 -	Quem Vai Ficar com Mário?
- 2005 -	Os Ricos Também Choram
- 2006 -	Sítio do Picapau Amarelo
- 2007 -	Paraíso Tropical
- 2008 -	Poeira em Alto Mar
- 2009 -	Bela, a Feia
- 2011 -	Insensato Coração
- 2012 -	Gabriela
- 2014 -	Saltibum
- 2016 -	Ômicron